# باول براون (سياسي أسترالي)
باول براون (بالإنجليزية: Paul Brown)‏ هو فلاح وسياسي أسترالي، ولد في 10 مارس 1969 في جيرالدتون في أستراليا. حزبياً، نشط في Western Australian National Party ‏. وقد انتخب Member of the Western Australian Legislative Council ‏ عن دائرة Agricultural Region ‏ (22 مايو 2013 – 6 فبراير 2017).